# Jacqueline Wilson
Jacqueline Wilson (Bath, 17 december 1945) is een Engels schrijfster van detectives en vooral ook kinder- en jeugdboeken.

## Leven en werk
Wilson werd geboren als dochter van een ambtenaar en een moeder die in antiek handelde. Ze bezocht een meisjesschool maar verliet die al op haar zestiende en begon al vroeg met schrijven.
Wilson trouwde op haar negentiende met een politieman en kreeg één dochter. Sinds de successen van haar boeken woont ze nu in een kapitale villa in Kingston aan de Theems, waar ze onder meer een bibliotheek van 15.000 door haarzelf verzamelde boeken heeft ingericht.
Wilson heeft een opvallend realistische stijl van schrijven en met name in haar kinder- en jeugdboeken behandelt ze tal van precaire onderwerpen zoals seksueel misbruik, pesten, adoptie, scheiding, psychiatrische stoornissen, enzovoort. Veel van haar boeken zijn geschreven in de ik-vorm. Het bekendst is misschien wel haar Tracy Beaker-reeks, waarvan later ook een televisieserie werd gemaakt.
Het werk van Wilson is met name in Groot-Brittannië enorm populair. Er werden daar inmiddels zo’n 25 miljoen exemplaren van haar boeken verkocht, waarmee ze een de best verkochte schrijvers ter wereld is. Ze komt 14 keer voor in de Big Read-lijst met de 200 meest populaire boeken bij Britse lezers. Haar werk werd ook diverse malen onderscheiden, onder meer met de tweejaarlijkse Children's Laureate.
Veel van Wilsons werk werd geïllustreerd door Nick Sharratt, die eerder ook werk van Roald Dahl illustreerde. Diverse van haar boeken werden ook in het Nederlands vertaald.

### Series

#### Mark Spark
- 1992 Mark Spark
- 1993 Mark Spark in the Dark

#### Freddy's Teddy
- 1994 Freddy's Teddy
- 1994 Teddy in the Garden
- 1994 Teddy Goes Swimming
- 1994 Come Back Teddy!

#### Tracy Beaker
- 1991 The Story of Tracy Beaker
- 2002 The Dare Game
- 2006 Starring Tracy Beaker
- 2009 Tracy Beaker's Thumping Heart"
- 2009 The Tracy Beaker Quiz Book
- 2012 The Tracy Beaker Trilogy
- 2014 Ask Tracy Beaker and Friends
- 2018 My Mum Tracy Beaker
- 2019 We Are the Beaker Girls

#### Werepuppy
- 1991 The Werepuppy
- 1995 The Werepuppy on Holiday

#### Girls
- 1997 Girls In Love
- 1998 Girls Under Pressure
- 1999 Girls Out Late
- 2002 Girls In Tears

#### Adventure Holiday
- 1995 Cliffhanger
- 1999 Buried Alive!

### Romans (geen serie-werken)
- 1969 Ricky's Birthday
- 1972 Hide and Seek
- 1973 Truth or Dare
- 1974 Snap
- 1976 Let's Pretend
- 1977 Making Hate
- 1982 Nobody's Perfect
- 1983 Waiting for the Sky to Fall
- 1984 The Killer Tadpole
- 1984 The Other Side
- 1984 The School Trip
- 1985 How to Survive Summer Camp
- 1986 Amber
- 1986 The Monster in the Cupboard
- 1987 Stevie Day: Lonelyhearts
- 1987 Stevie Day: Supersleuth
- 1987 The Power of the Shade
- 1988 Stevie Day: Rat Race
- 1988 This Girl
- 1988 Stevie day: Vampire
- 1989 Falling Apart
- 1989 The Left Outs
- 1989 The Party in the Lift
- 1989 Is There Anybody There? Volume 1 - Spirit Raising
- 1990 Is There Anybody There? Volume 2 - Crystal Gazing
- 1990 Glubbslyme
- 1990 Take a Good Look
- 1991 The Dream Palace
- 1992 The Suitcase Kid
- 1992 Video Rose
- 1993 Deep Blue
- 1993 The Mum Minder
- 1994 The Bed And Breakfast Star
- 1994 Twin Trouble
- 1995 The Dinosaur's Packed Lunch
- 1995 Double Act
- 1995 Jimmy Jelly
- 1995 Love from Katie
- 1995 My Brother Bernadette
- 1995 Sophie's Secret Diary
- 1996 Bad Girls
- 1996 Beauty and the Beast
- 1996 Connie and the Water Babies
- 1996 Mr. Cool
- 1997 The Lottie Project
- 1997 The Monster Story-Teller
- 1998 Rapunzel
- 1999 The Illustrated Mum
- 1999 Monster Eyeballs
- 2000 Lizzie Zipmouth
- 2000 Vicky Angel
- 2001 The Cat Mummy
- 2001 Sleepovers
- 2001 Dustbin Baby
- 2002 Secrets
- 2002 The Worry Website
- 2002 The Jacqueline Wilson Quiz Book
- 2003 Lola Rose
- 2004 Midnight
- 2004 Best Friends
- 2004 The Diamond Girls
- 2005 The World Of Jacqueline Wilson
- 2005 Clean Break
- 2005 Love Lessons
- 2006 Candyfloss (Nederlandse vertaling: Altijd prijs)
- 2007 Kiss
- 2007 Totally Jacqueline Wilson
- 2008 My Sister Jodie
- 2008 Cookie
- 2009 Hetty Feather
- 2010 Little Darlings
- 2010  The longest whale song

### Autobiografieën
- 2007 Jacky Daydream
- 2009 My Secret Diary

- Bibsys: 98026520
- Biblioteca Nacional de España: XX1160648
- Bibliothèque nationale de France: cb12014632w (data)
- Catàleg d'autoritats de noms i títols de Catalunya: 981058517199006706
- CiNii: DA12987856
- Digitale Bibliotheek voor de Nederlandse Letteren: wils022
- Gemeinsame Normdatei: 122490320
- International Standard Name Identifier: 0000 0001 2280 5529
- Library of Congress Control Number: n50015537
- Nationale Bibliotheek van Letland: 000040568
- MusicBrainz: b010e3e4-8ec5-4e66-afc3-6958ba8e1893
- Bibliotheek van het Japanse parlement: 00517003
- Nationale Bibliotheek van Tsjechië: jn20010310318
- Nationale bibliotheek van Australië: 35612599
- Nationale Bibliotheek van Israël: 987007596956605171
- Nationale Bibliotheek van Polen: a0000002874979
- Nationale en Universitaire bibliotheek Zagreb: 000293227
- Nederlandse Thesaurus van Auteursnamen: 072034416
- Istituto Centrale per il Catalogo Unico: RAVV087066
- Système universitaire de documentation: 02827704X
- Trove: 1014677
- Virtual International Authority File: 59094087
- WorldCat: E39PBJvHbGxFPF7ry3HW6Kmcfq